# جيولوجية اليمن

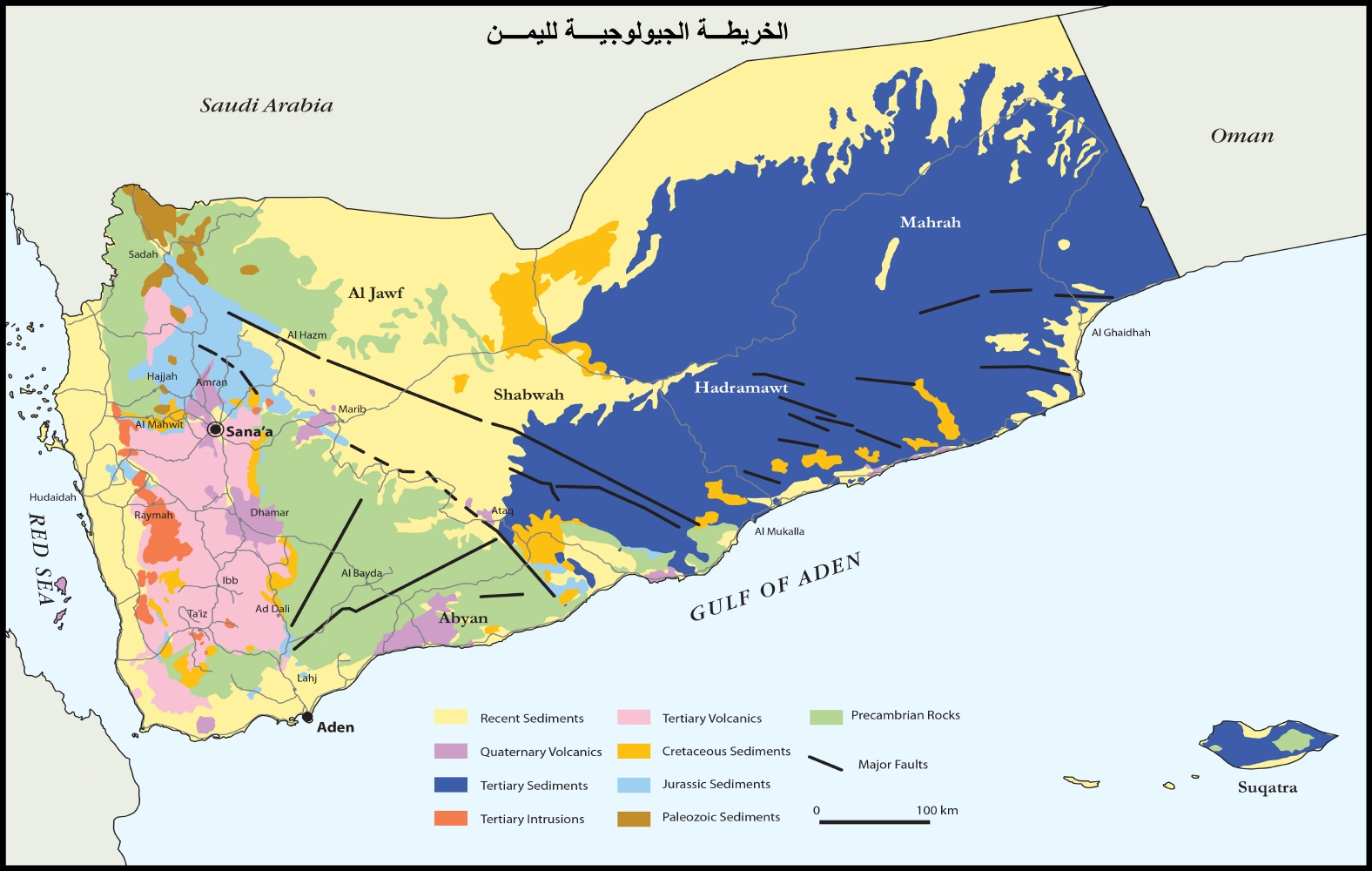
خريجة جيولوجية اليمن

جيولوجية اليمن تتميز اليمن بتنوع جيولوجي فريد، حيث تغطي الجمهورية اليمنية صخوراً تتراوح أعمارها من عصر ما قبل الكامبري وحتى العصر الحديث، ويعود عمر بعض صخور دهر ما قبل الكامبري في منطقة البيضاء إلى العهد الأركي، حيث أظهرت دراسات تحديد العمر الجيولوجي أن عمر صخور النايس في هذه المنطقة يتراوح من 2700 – 2900 مليون سنة ، ومن الناحية الجيولوجية تشكل اليمن جزءً من الدرع العربي النوبي الذي يغطي مساحة كبيرة من المنطقة الغربية من شبه الجزيرة العربية.

## تاريخ البحث العلمي
ظلَ اليمن شبه مغلقاً عن الدراسات الجيولوجية عدا قيام بعض الباحثين بزيارات عابرة ومتقطعة منذ منتصف القرن التاسع عشر، حيث قام نيبور في العام 1763م برحلات من الحديدة إلى صنعاء، تعز والمخا، وقام الجغرافيان بوتا 1826، وباساما 1843 برحلات داخل البلاد تضمنت تسجيل الطبيعة الجغرافية لليمن ونبذاً عن جيولوجيتها وإمكانية وجود ثروة معدنية فيها، وقد سجلت أول مشاهدات جيولوجية منتظمة في اليمن لمواقع مختارة على طول الساحل العربي الجنوبي بين مسقط وعدن بواسطة كارتر عام 1852م. بدأت أول دراسة جيولوجية منتظمة في اليمن في أرخبيل سقطرى بواسطة كوسمات في العام 1907م، ونفذ كلاً من نيوتن وكرايك 1908م ولايويد 1910م دراسات جيولوجية للصخور الرسوبية والبركانية للمناطق بين عدن والضالع، وقام كلاً من تايبر 1910م وفرادينبيرج 1910م بدراسات بترولوجية وباليونتلوجية للعينات التي جمعها لايويد. نفذ الروماني بوتز في العام 1912م دراسة جيولوجية على طول الطريق من الحديدةإلى صنعاء أثناء الحكم التركي للبلاد.
وخلال الأعوام بين 1923م، 1924م، و 1926م نفذ رومان دراسات بترولوجية للعينات التي جمعها بوتز، بعد ذلك قام الفرنسي لامار بدراسات وأبحاث في الفترة (1923، 1925، 1930) في المناطق الوسطى والجنوبية الغربية من اليمن، في حين قام ليتل 1925م بدراسات جغرافية وجيولوجية لمنطقة المكلا، وقام كل من راثينجز وويسمان بدراسات خلال 1929م و 1934م، وويسمان 1932م، وويسمان وآخرون 1942م، بتنفيذ أبحاث جيولوجية وجغرافية في مناطق مختلفة من اليمن. وخلال الأعوام 1930، 1936 قدم لامار وصفاً موسعاً لطبقات الأرض ووضع وصفاً للصخور والتكوينات وأسس أول عمود جيولوجي لليمن. تلا ذلك دراسة باليونتلوجية في العام 1930م بواسطة باس، و 1954م بواسطة باس وآخرون، وفي العام 1932م بواسطة لامار وكاربنتير. وقام لامور 1930م بدراسة الصخور البركانية الحديثة في المنطقة الشرقية والغربية من اليمن.

### الدراسات الجيولوجية
بدأت بعد ذلك بدأ تنفيذ دراسات تفصيلية نسبياً وإقليمية منذ الحرب العالمية الثانية والتي غطت معظم الدراسات الجيولوجية، حيث استطاع جيوكينز أن يمر بأكثر المناطق الشمالية من اليمن في الأعوام 1953م، 1954م و 1955م بعد الاتفاق الذي أُبرم بين اليمن ومنظمة الأمم المتحدة للقيام بدراسات جيولوجية وتمكن من وضع أول خريطة جيولوجية للمناطق الشمالية من اليمن بمقياس 1:500,000 والتي أرفقها ضمن تقريره عن الثروة المعدنية والهيدرولوجية.
يعتبر الدكتور زياد بيضون أول من قام بأكثر الأعمال دقة وتفصيلاً في المناطق الشرقية خلال الأعوام 1953م-1959م، والتي شملت على مسوحات جيولوجية لصالح شركات نفط العراق، حيث نشرت أعماله خلال الفترة 1960م - 1964م، وكان من أهمها تقرير عن الطبقات والتراكيب في منطقة شرق عدن والذي احتوى على خارطة جيولوجية بمقياس 1:1,000,000 وقد تركزت هذه الأعمال على الصخور الرسوبية وتركيباتها بالإضافة إلى صخور الأساس، ومما لا يدع مجال للشك أن أعمال بيضون قد أسست اللبنة الأساسية لجيولوجية وطباقية صخور الغطاء الرسوبي في المناطق الجنوبية والشرقية من اليمن.
قام فريك 1953م بدراسات لثيولوجية-باليونتلوجية وتحديد العمر في المناطق الجنوبية من اليمن. وعمل جيوكينز مسوحات جيولوجية في المناطق الشرقية والغربية من اليمن خلال الأعوام 1951م-1952م حيث اختتم أعماله بخريطة جيولوجية استطلاعية بمقياس 1:1,000,000، ونفذ كلاً من ليباريني 1954م وسكوت 1960م دراسات جيولوجية في المناطق الشمالية من اليمن.
أبرم أول عقد رسمي لاستكشاف واستغلال المعادن بحسب القواعد والشروط السائدة عالمياً في الجزء الشمالي من اليمن في العام 1961م وذلك مع الشركة السويدية بوليدن المتخصصة في خامات النحاس.
تم وضع خريطة جيولوجية للجزء الجنوبي من اليمن عام 1963 بمقياس رسم 1:1,000,000 وأخرى بمقياس 1:500,000، بعد ذلك نشرت المساحة الجيولوجية الأميريكية خريطة جيولوجية عامة بمقياس 1:2,000,000 لشبه الجزيرة العربية بما فيها اليمن بواسطة جرينوود 1967م، وكانت تلك الخرائط الأساس الجيولوجي لكل من كتب بعد ذلك عن جيولوجية اليمن نفذ كلاً من جرينوود وبلاكي 1967م دراسات حقلية وتخريط جيولوجي للجزء الغربي من عدن نشرت المساحة الجيولوجية الأميريكية أول خريطة جيولوجية تضم الجزء الشمالي من اليمن بمقياس 1:500,000 بواسطة جرولير وأوفرستريت 1978م.
ومنذ الثمانينيات قام فريق من أعضاء قسم الجيولوجيا جامعة صنعاء بدراسات جيولوجية وطباقية أكثر تفصيلاً للتتابع الرسوبي التابع للميزوزوي في المناطق الشمالية في اليمن مثل أبو خضرة 1982م، أبو خضرة وآخرون 1983م، ابوالعلا 1983م، الانبعاوي 1984، الانبعاوي والثور 1989م، النخال 1984م، 1985، 1988م، 1990م، بالإضافة إلى تنفيذ بعض الدراسات المتعلقة بتطور الجزء الجنوبي الشرقي للبحر الأحمر بواسطة باحثين دافيسون وآخرون 1994م. لى ذلك دراسات جيولوجية للصخور البركانية والمتداخلات الثلاثية بواسطة سيفيتا وآخرون 1978م، شيزا وآخرون 1983م،1989م، كابلدي وآخرون 1987م، مينزيس وآخرون 1990م، 1992م،1997م، هوشون وآخرون 1992م، تارد وآخرون 1991م، مابيتي وآخرون 1991م، موهر 1991م، متاش وبالوغ 1994م، القدسي 1994م، متاش 1994م.
نشرت أول خريطة جيولوجية لكلا الجزئين الشمالي والجنوبي من اليمن في العام 1992م بواسطة المشروع المشترك خلال الأعوام 1989 - 1992م، والذي تم تعديل اسمه إلى مشروع الموارد الطبيعية بعد تحقيق الوحدة اليمنية المباركة في الثاني والعشرون من مايو 1990م
دأبت وزارة النفط والمعادن ممثلة بهيئة المساحة الجيولوجية والثروات المعدنية منذ تحقيق الوحدة اليمنية في الثاني والعشرون من مايو 1990م للعمل على توحيد المسميات الجيولوجية في الجمهورية اليمنية وذلك بالتعاون مع الاتحاد العالمي للعلوم الجيولوجية، وفي العام 1998م صدر القاموس الإستراتيجرافي لليمن الذي شمل كافة الدراسات الجيولوجية لكافة أرجاء الوطن وتضمن معلومات تفصيلية عن الوحدات الجيولوجية، وأصبحت المسميات الجيولوجية اليمنية عالمية ومبنية على أسس علمية صحيحة.

## الطباقية

### حقب ما قبل الكامبري
تعد صخور الأساس (Basement Rocks) من أقدم الصخور في اليمن، حيث يعود عمرها الجيولوجي إلى عصر ما قبل الكامبري (الأركي – البروتيروزويك)، وتتكون أساساً من صخور النايس، الأمفيبوليت، المجمتايت، وصخور رسوبية وبركانية متحولة، بالإضافة إلى متداخلات من صخور الجرانيت، الجرانوديوريت، الجابرو، والديوريت.
تتوزع صخور الأساس في اليمن ضمن كتلتين رئيستين هما الكتلة الجنوبية والكتلة الشمالية الغربية، بالإضافة إلى تواجد عدد من المكاشف التي تغطي مساحات صغيرة في عدد من المناطق أهمها جنوب شرق تعز، غرب المكلا وأرخبيل سقطرى.

#### الكتلة الجنوبية
تنتشر صخور الأساس في هذه الكتلة على مساحة واسعة في مناطق مأرب، البيضاء، أبين وشبوة، وتدل الدراسات الجيولوجية أن صخور هذه المنطقة قد نشأت من أقواس جزر داخل محيطية، وتتكون أساساً من صخور النايس، الأمفيبوليت، المجمتايت، البركانيات والرسوبيات المتحولة مع متداخلات من صخور جرانيتية، جابرو وديوريت. يعود عمر صخور الأساس في هذه المناطق إلى العصر الأركي حتى عهد البروتيروزويك الأعلى.

#### الكتلة الشمالية الغربية
تنتشر صخور الأساس في هذه الكتلة ضمن مناطق صعدة، حجة والجوف، وتتألف من أحزمة صخرية مكونة من صخور بركانية ورسوبية متحولة مخترقة بمتداخلات من صخور جرانيت، جرانوديوريت وجابرو، وتتشابه صخور الأساس في هذه الكتلة مع صخور الأساس المتواجدة في المملكة العربية السعودية. يعود عمر صخور الأساس في الكتلة الشمالية الغربية إلى عهد البروتيروزويك الأعلى.

### حقب الحياة العتيقة
تتواجد صخور حقب الحياة العتيقة غرب المكلا (حضرموت) في منطقة وادي غبر والمتمثلة بمجموعة غبر، وكذا في المناطق تحت السطحية في الجزء الجنوبي لحوض الربع الخالي والمعروفة بمجموعة قناب.

#### ما تحت الكامبري
- الكامبري الأسفل: مجموعة غبر ومجموعة قناب :

تتوضع مجموعة غبر (Ghabar Group) في الجنوب الغربي للمكلا بسمك 376 متر، وبحدود غير توافقية على صخور الأساس، وتمثل الصخور الانتقالية بين صخور الأساس وصخور الغطاء الرسوبي. تتكون صخور مجموعة غبر أساساً من الحجر الرملي، الحجر الجيري، الدولوميت، الغرين والجبس، وقد تعرضت هذه الصخور بشكل جزئي لدرجة ضعيفة جداً من التحول، وقد تم تقســيم مجمـوعة غبر إلى أربعـة وحدات هي: تكـوين منحمير (Minhamir Formation)، تكـوين شعب (Shabb Formation)، تكوين خبله (Khablah Formation) وتكوين حروت (Harut Formation). وتتواجد مجموعة قناب (Qinab Group) في المقاطع التحت سطحية في الجزء الجنوبي لحوض الربع الخالي بسمك 536 متر، وهي عبارة عن معـقد رسوبي– بركاني يتكون من صخور الدولوريت والحجر الرملي الكوارتزي، الطفل الغريني، البازلت، الغرين، الكونجلوميرات والتف التراكيتي ويعود عمر مجموعة قناب إلى عصر ما تحت الكامبري وحتى عصر الكامبري الأسفل.

### حقب الحياة القديمة
سادت الظروف القارية في اليمن خلال حقب الحياة القديمة، حيث تكونت رواسب قارية توجد في المقاطع التحت سطحية في حوض الربع الخالي، وحوض صنعاء وحوض السبعتين (تكوين دبسيه، تكوين قليبه، تكوين خوسيياين وتكوين جويل)، في حين تنكشف تلك الرواسب في المقاطع السطحية في كل من حوض صنعاء وحوض السبعتين (تكوين وجيد)، وقرب نهاية حقب الحيـاة القديمة ساد الجليد في مناطق متفرقة من قارة جندوانا وبفعل الذوبان والتجمد نتيجة لتغيرات المناخ تكونت بعض الرواسب ذات المنشأ الجليدي (تكوين عكبره).

#### الكامبري – الأردوفيشي «تكوين دبسيه»
يتألف تكوين دبسية (Dibsiyah Formation) من صخور فتاتيه يبلغ سمكها 990 متر، وتوجد في المقاطع التحت سطحية في الجزء الجنوبي من حوض الربع الخالي، وتتكون من الحجر الرملي، الكونجلوميرات مع صخور الطفل.

#### السيلوري الأسفل «تكوين قليبه»
يتمثل تكوين قليبه (Qalibah Formation) في اليمن بعضو قصيبة، المكون من صخور الطفل بسمك 20متر، حيث ينتشر في المقاطع التحت سطحية في الجزء الجنوبي من حوض الربع الخالي.

#### الديفوني - الكربوني «تكوين خوسيياين»
يتألف تكوين خوسيياين (Khusayyayn Formation) أساساً من صخور فتاتيه (الحجر الرملي) بسمك 240متر، والمنتشرة غالباً في المقاطع التحت سطحية في الجزء الجنوبي من حوض الربع الخالي.

#### الكربوني الأعلى - البرمي الأسفل «تكوين جويل»
يشمل تكوين جويل (Juwayl Formation) على صخور رسوبية تتشابه مع صخور تكوين عكبره، مكونة من حجر رملي غير متماسك تتداخل فيه صخور الطفل والحجر الجيري بسمك يصل إلى حوالي 653م، ويوجد هذا التكوين في المقاطع التحت سطحية في الجزء الجنوبي من حوض الربع الخالي.

#### البرمي «تكوين وجيد»
تنكشف صخور تكوين وجيد (Wajid Formation) بسمك 150 متر في الشمال الغربي من اليمن (صعدة والجوف)، كما توجد في المقاطع التحت سطحية في حوض السبعتين والجزء الجنوبي لحوض الربع الخالي. يشتمل تكوين وجيد على صخور رملية، وعدسات من صخور الكونجلوميرات متوضعة بحدود غير توافقية على صخور الأساس.
ويعتبر أول من سمى هذا التكوين هو geokens عام 1960-1966 وهو يعتبر أول من درس الجمهورية اليمنية بشكل عام.

#### الكربوني المتأخر – البرمي «تكوين عكبره»
يشتمل تكوين عكبره (Akbarah Formation) على رواسب ذات منشأ جليدي تنكشف بسمك يصل إلى حوالي 130متر في مناطق وسط وشمال غرب اليمن (حجة وصعدة والجوف)،كما توجد في المقاطع التحت سطحية في حوض السبعتين، يشتمل تكوين عكبره على صخور طفلية مختلطة بحصى وجلاميد صخرية مختلفة الأحجام يعود أصلها لصخور الأساس، وتتوضع صخور تكوين عكبره بحدود غير توافقية على صخور الأساس أو على تكوين وجيد.

### حقب الحياة المتوسطة
بدأ الدفء يسود اليمن مع بداية حقب الحياة المتوسطة، حيث تشكلت رواسب قارية فتاتية، تمثلت في تكوين صدير، الذي يوجد في المقاطع التحت سطحية في حوض الربع الخالي، وتكوين كحلان الذي ينكشف في مناطق وسط وشمال غرب اليمن. ثم تقدم البحر خلال العصر الجوراسي الأوسط ليطغى على المناطق المنخفضة من البلاد، وتلي ذلك غمراً شاملاً لليمن والمناطق المجاورة خلال العصر الجوراسي المتأخر باستثناء بعض الجزر التي تمثل المكاشف الحالية لصخور الأساس، مما أدى لترسيب صخور كربوناتية بحرية المنشأ ممثلة بمجموعة عمران المنكشفة بشكل واسع في معظم مناطق البلاد. ثم انحسر البحر مع نهاية العصر الجوراسي و بداية العصر الطباشيري شرقاً وتكررت فترات المد والجزر في الجزء الشرقي من اليمن مما أدى إلى ترسيب صخور فتاتيه وكربوناتيه ممثلة بتكوين صعر، التي تنكشف في الجنوب الغربي لليمن، وأثناء الدور الطباشيري ظلت المناطق الشرقية مغمورة بالمياه، وتكونت مجموعة المهرة، في حين سادت المناطق الغربية ظروف قارية أدت إلى ترسيب مجموعة الطويلة.

#### البرمي الأعلى - الترياسي الأسفل «تكوين صدير»
يوجد تكوين صدير (Sudair Formation) في المقاطع التحت سطحية في حوض الربع الخالي، ويتكون من صخور الغرين والطفل بسمك يتراوح بين 150-170متر.

#### الجوراسي الأسفل - الجوراسي الأوسط «تكوين كحلان»
ينكشف تكوين كحلان (Kuhlan Formation) في مناطق وسط وشمال غرب اليمن، وينكشف بشكل متقطع في وادي حجر بحضرموت، كما يوجد في المقاطع التحت سطحية في حضرموت، ويتكون من صخور رملية قارية مع طبقات من صخور المارل، الغرين، والطفل ذات المنشأ البحري، بسمك يصل إلى حوالي 190متر، وتتوضع بحدود غير توافقية على صخور الأساس أو على تكوين عكبره.

#### الجوراسي الأوسط - الطباشيري الأسفل «مجموعةعمران»
تشمل مجموعة عمران (Amran Group) على صخور بحرية المنشأ يبلغ سمكها حوالي 733متر مكونه من صخور الحجر الجيري والحجر الجيري الدولوميتي مع صخور المارل، والطفل، والملح، والجبس وصخور رمليه طينية مكنت من نشوء نظام نفطي متكامل في حوض السبعتين، وحوض سيئون-المسيلة. تنكشف صخور مجموعة عمران بشكل واسع في معظم مناطق البلاد، وقد تم تقسيم هذه المجموعة إلى أربع وحدات صخرية هي :
1. تكوين شقره (Shuqra Formation)
2. تكوين مضبى (Madbi Formation)
3. تكوين السبعتين (Sab'atayn Formation)
4. تكوين نيفه (Nayfa Formation).

#### الطباشيري الأسفل «تكوين صعر»
يشتمل تكوين صعر (Sa’ar Formation) على الحجر الجيري المارلي، المارل، الحجر الطيني، الغرين والحجر الرملي بسمك يصل إلى حوالي 198متر، وتنكشف صخور هذا التكوين في وادي المسيلة متوضعة بحدود توافقية على مجموعة عمران، كما توجد في المقاطع التحت سطحية في حوض سيئون-المسيلة.

#### الطباشيري «مجموعة الطويلة»
تنكشف صخور مجموعة الطويلة (Tawilah Group) في أجزاء عديدة من المناطق الشمالية والمناطق الجنوبية والغربية من اليمن، متداخلة مع مجموعة المهرة، حيث تتغير الخواص الصخرية تدريجيا من الغرب إلى الشرق، وتشتمل مجموعة الطويلة على صخور فتاتيه ذات منشأ قاري تتكون أساسا من الحجر الرملي مع صخور الغرين، الطفل، الكونجلوميرات وبعض عدسات الصخور الجيرية بسمك يتراوح من 200-700متر، ومتوضعة بصور غير توافقية على صخور مجموعة عمران أو على صخور الأساس. وتتداخل مجموعتي الطويلة والمهرة في المنطقة الممتدة من غرب المكلا حتى غرب وادي المسيلة حيث تقدم البحر من جهة الشرق إلى جنوب شرق. قسمت مجموعة الطويلة في المنطقة الانتقالية بينها وبين مجموعة المهرة إلى ثلاث وحدات هي :
1. تكوين قشن (Qishn Formation)
2. تكوين حرشيات (Harshiyat Formation)
3. تكوين المكلا (Mukalla Formation).

#### الطباشيري «مجموعةالمهرة»
تنكشف صخور مجموعة المهرة (Mahra Group) في المناطق الشرقية من اليمن في وادي المسيلة، راس شروين، وراس فرتق في محافظة المهرة بسمك يتراوح من 573-849 متر، ومتوضعة بحدود غير توافقية على صخور مجموعة عمران أو على صخور الأساس، كما توجد في المقاطع التحت سطحية في حوض جزع-القمر بسمك يصل إلى 2190متر. تتكون صخور هذه المجموعة من صخور الحجر الجيري، المارل، الطفل والحجر الرملي ذات منشأ بحري. تم تقسيم مجموعة المهرة إلى خمس وحدات صخرية هي :
1. تكوين قشن (Qishn Formation)
2. تكوين حرشيات (Harshiyat Formation)
3. تكوين فرتق (Fartaq Formation)
4. تكوين المكلا (Mukalla Formation)
5. تكوين شروين (Sharwayn Formation).

### حقب الحياة الحديثة
تميز حقب الحياة الحديثة (Cenozoic) في اليمن خلال عهد الباليوسين الأعلى وحتى الأيوسين الأوسط من العصر الثلاثي بحدوث تقدم للبحر في المناطق الجنوبية الشرقية، أدى إلى تكوين صخور مجموعة حضرموت (Hadramawt Group)، في الوقت الذي شهد فيه حوض صنعاء غمرا بحريا جزئيا أدى لتشكيل صخور رملية بحرية ضحلة تعرف بتكوين مجزير (Majzir Formation)، وفي عهد الأليجوسين المبكر بدأ انفلاق خليج عدن من الشرق إلى الغرب، وحدث تقدم للبحر في بعض المناطق الجنوبية الشرقية وتكونت رواسب متغايرة الخواص تُعرف بمجموعة الشحر (Shihr Group)، و مع نهاية عهد الأليجوسين ترسبت صخور فتاتيه ومتبخرات ممثلة بمجموعة تهامه (Tihamah Group) والتي تزامنت مع انفتاح أخدود البحر الأحمر.

#### الباليوسين الأعلى - الأيوسين المتوسط «مجموعةحضرموت»
تتكون صخور مجموعة حضرموت (Hadramawt Group) ذات المنشأ البحري من صخور جيرية، طفل، مارل، وصخور رملية مع صخور جبسية بسمك يصل إلى 818 متر، وتنكشف صخور هذه المجموعة في المناطق الجنوبية الشرقية من اليمن. تم تقسيم مجموعة حضرموت إلى ست وحدات صخرية هي :
1. تكوين ام الرضومه (Umm er Radhuma Formation)
2. تكوين جزع (Jiza' Formation)
3. تكوين روس (Rus Formation)
4. تكوين ميفعه (Mayfa'ah Formation)
5. تكوين كنينه (Kaninah Formation)
6. تكوين حبشيه (Habshiyah Formation).

#### الباليوسين - الأيوسين الأسفل «تكوين مجزر»
تنكشف صخور تكوين مجزر (Majzir Formation) بسمك يصل إلى حوالي 120 متر في شمال شرق صنعاء ويتكون من وحدتين، وحدة سفلية مكونة من تربة رملية قديمة غنية بترسبات أكاسيد حديد مع غرين وطين، ووحدة علوية متمثلة بعضو لاحمة (Lahima Member) مكون من طبقات الحجر الجيري والطين الغني بالحفريات.

#### الأليجوسين – الباليوسين «مجموعةالشحر»
تنكشف صخور مجموعة الشحر (Shihr Group) في المناطق الشرقية من اليمن في حضرموت و المهرة، وتتكون من صخور الكونجلوميرات، الحجر الرملي، الطفل، الحجر الجيري الشعابي والجبس بسمك يتراوح من 60 – 450 متر، حيث تم تقُسيمها إلى خمس وحدات صخرية هي تكوين بويش (Buwaysh Formation)، تكوين امباخه (Ambakhah Formation)، تكوين لباخه (Libakhah Formation)، تكوين فوَه (Fuwwah Formation)، وتكوين عرقة (Irqah Formation). وتوجد مجموعة الشحر أيضاً في المقاطع التحت سطحية بسماكات تصل إلى أكثر من 2500 متر، وقد تم تقسيمها إلى أربع وحدات تحت سطحيه :
1. تكوين الغيضة (Ghaydah Formation)
2. تكوين الحامي (Hami Formation)
3. تكوين طاقة (Taqah Formation)
4. تكوين سرار (Sarar Formation).

#### الميوسين الأسفل – البلايستوسين «مجموعة تهامة»
تظهر صخور مجموعة تهامة (Tihamah Group) منكشفة على السطح على ساحل تهامة جنوب شرق البحر الأحمر، وتتكون من الحجر الرملي والكونجلوميرات، والمتبخرات (الجبس والملح) مع صخور الطفل، الحجر الطيني والحجر الجيري بسماكات تصل إلى عشرات الأمتار، كما توجد في المقاطع التحت سطحية على ساحل تهامة جنوب شرق البحر الأحمر بسماكات تصل إلى عدة آلاف من الأمتار. قسمت هذه المجموعة إلى أربع وحدات صخرية هي:
1. تكوين زيديه (Zaydiyah Formation)،
2. تكوين مقنه (Maqna Formation)،
3. تكوين الصليف (Salif Formation)
4. تكوين عباس (Abbas Formation).

## النشاط الصهاري
رافق تكون حوض البحر الأحمر أثناء العصر الثلاثي حدوث عملية رفع إقليمية في المناطق الغربية لليمن منذ عهد الأيوسين المبكر، بواسطة عملية بركنه متقطعة بلغت أوجَها في عهد الأليجوسين-الميوسين، ثم تجدد النشاط البركاني في بداية العصر الرباعي الذي وضع البصمات الأخيرة على المظهر التضاريسي والطبيعي لليمن، وكونت عمليات البركنة هذه ما يسمى بمجموعة بركانيات اليمن، وأثناء حدوث عملية البركنة في أواسط العصر الثلاثي تكونت متداخلات من الصخور الجرانيتية والصخور الجابروية لتثبت القشرة الأرضية، حيث حقنت في عدة أنواع من الصخور أهمها صخور مجموعة عمران، مجموعة الطويلة، بركانيات اليمن وصخور الأساس.

### مجموعة بركانياتاليمن
تم تقسيم مجموعة بركانيات اليمن إلى وحدتين هما سلسلة تراب اليمنية وسلسلة بركانيات اليمن.

#### سلسلة تراباليمنية(YTS)
تعرف بالبراكين الثلاثية، وتنكشف في المناطق الغربية لليمن بمساحة تقدر بحوالي 42000 كيلومتر مربع، وسمك يصل إلى حوالي 2000 متر، وقد بدأت هذه السلسلة بانفجار بازلتي قلوي في عصر الأيوسين الأوسط (49-43 مليون سنة)، تلا ذلك حدوث بركنة ريوليتية/بازلتية واسعة، خلال عهد الأليجوسين وحتى عهد الميوسين الأسفل (35-16 مليون سنة)، الجدير ذكره وجود عدة أنواع من الصخور الرسوبية القارية، والمتداخلة على شكل طبقات غير مستمرة أو عدسات محدودة الانتشار يطلق عليها مصطلح "Inter Trap"، ترسبت في بيئة للمياه العذبة، يحوي بعضها على أحافير ومواد عضوية متفحمة ورواسب طين غنية بالكاؤولين.

#### سلسلة بركانياتاليمن(YVS)
تنكشف صخور سلسلة بركانيات اليمن التي يعود عمرها إلى عهد الميوسين الأعلى– البليوسينالأسفل في مناطق المخا، صعده، ذمار، وعدن، في حين تنتشر الصخور التي يعود عمرها إلى عهد البليوسينوحتى العصر الرباعي في حقول بركانية مميزة ومحددة في :
1. حقل صنعاء - عمران
2. حقل ذمار - رداع
3. حقل مأرب - صرواح
4. حقل شقرة - أحور
5. حقل بلحاف- بير علي
6. حقل قصيعر - سيحوت
7. بالإضافة إلى بركانيات البحر الأحمر مثل جزر الطير، الزبير وحنيش.

تغطي سلسلة بركانيات اليمن مساحة تقدر بحوالي 9000 كيلومتر مربع، وتتميز بأشكالها المخروطية. وتتكون من صخور البازلت والريوليت، بالإضافة إلى صخور الفتات الناري (البيروكلاستك) مثل البيوميس، الاسكوريا، والتف. يعود عمر السلسلة إلى عهد الميوسين الأعلى وحتى العصر الرباعي (8-0.07 مليون سنة).

### المتداخلات النارية
تنكشف في الجانب الغربي من اليمن بموازاة البحر الأحمر وعلى طول التقاء المرتفعات الغربية بسهل تهامة، في عدد من المناطق أهمها: جبل صبر، وادي سردد، جبل حفاش وحوث، قاطعة لصخور مجموعة بركانيات اليمن، مجموعة عمران، مجموعة الطويلة وصخور الأساس تتميز الصخور الجرانيتية الثلاثية بكثرة معادن الفلدسبار البوتاسي، الامفيبول الصودي والكوارتز يعود عمر هذه المتداخلات إلى عهد الميوسين (21-23 مليون سنة).

## البنية التكتونية
تأثرت البنية التكتونية والملامح التشكيلية لليمن أساساً بخصائص البنية التكتونية للدرع العربي، ويعتبر نظام صدوع نجد من أهم البنيات التركيبية لهذا الدرع. يتميز البناء التكتوني للجمهورية اليمنية بانتشار كتل كبيرة من صخور الأساس (الأركي- البروتيروزويك) مقطوعة بنظام أخدود منخفض رملة السبعتين (الجوراسي- الطباشيري) ذو الاتجاه شمال غرب – جنوب شرق، يحده من الجنوب أخدود خليج عدن ومن الغرب أخدود البحر الأحمر (الثلاثي- الحديث). وفيما يلي ملخص للبنيات التركيبية الرئيسية وفقاً لتقسيم روبرتسون جروب (1992):-

### الكتلة الجنوبية لصخور الأساس
تحدد الكتلة الجنوبية أو ما يسمى بالكتلة المركزية لصخور الأساس (الأركي- البروتيروزويك) بمجوعة صدوع وأخاديد، حيث يحدها من الشرق والشمال الشرقي نظام أخدود منخفض رملة السبعتين، ومن الجنوب أخدود منخفض خليج عدن ومنخفض الضالع، وأخدود منخفض البحر الأحمر من الغرب. تتميز صخور الأساس في الكتلة الجنوبية بوجود صدوع تتجه شمال شرق – جنوب غرب، وتراكيب طي شديدة في منطقة البيضاء. وفي زمن الفانيروزويك حدثت عملية إعادة تنشيط لبعض الصدوع أو أنظمة القص القديمة (ما قبل الكامبري) مكونة الصدوع المحددة لأخدود رملة السبعتين.

### الكتلة الشمالية الغربية لصخور الأساس
تقع الكتلة الشمالية الغربية خارج منطقة انتشار صخور الميزوزويك والثلاثي، وتتميز بوجود صخور رسوبية يندر فيها وجود شواهد للاتجاهات الحركية التابعة لما قبل الكامبري والجوراسي، إذ بقيت هذه الكتلة بعيدة عن التأثيرات التكتونية ولم تتعرض إلاّ لعمليات رفع وحت وترسيب دون حدوث نشاط تكتوني متميز. خلال الفترة منذ نهاية ما قبل الكامبري وحتى الجوراسي الأوسط توضعت في هذه الكتلة رسوبيات نهرية - جليدية بحيرية يتراوح عمرها بين الكامبري والبرمي (تكوين وجيد وتكوين عكبره). 

### منخفض رملة السبعتين
أدت تصدعات الجوراسي-الطباشيري المتجهة شمال غرب، والتي قطعت صخور الأساس إلى تكون صدوع توسعية نتج عنها تكون منخفضات (أحواض رسوبية) تراكمت فيها صخور رسوبية فتاتية وكربوناتية بسمك يصل إلى حوالي 5000 متر، ففي العصر الجوراسي تكونت منخفضات رملة السبعتين، الضالع، سيئون-المسيلة، وسير، وفي العصر الطباشيري تكونت منخفضات بلحاف، وجزع-قمر، ويعتقد أن التراكيب الخطية المتجهة شمال غرب في هذه المنخفضات ناتجة عن إعادة تنشيط نظام صدوع نجد التي امتدت نحو الشمال الشرقي لليمن من المملكة العربية السعودية. 

### منخفضخليج عدن
تميزت أجزاء من اليمن بظواهر تكتونية أثرت على المناطق المحاذية لخليج عدن مع نظام توسعي باتجاه شمال-جنوب مرتبط بانفصال اليمن عن الصومال. يميل اتجاه الشقوق (الصدوع) في منطقة خليج عدن ليصبح موازياً لما يسمى بعرف سبأ (Sheba Ridge)، وبالتالي فإنها غير موازية للخط الساحلي الحالي (روبنسون، 1992م). وقعت الأحداث التوسعية في الباليوجين المتأخر، ونتج عنها انفلاق وانفصال الصفيحة العربية عن الصفيحة الأفريقية في الميوسين وانفتاح خليج عدن، وكونت أحواض النيوجين ذات الاتجاه الموازي لانفلاق خليج عدن على طول شرق شمال شرق-غرب جنوب غرب، والمتمثلة بحوض عدن-أبين، وحوض المكلا-سيحوت.

### منخفض الضالع
تكوَّن منخفض الضالع خلال المراحل المبكرة لانفتاح خليج عدن – البحر الأحمر (شمال شرق – جنوب غرب)، ويمثل هذا المنخفض الجزء الأضعف من نظام أخدود خليج عدن – البحر الأحمر. تم قطع منخفض الضالع بواسطة صدوع توسعية ذات اتجاه شمال غرب – جنوب شرق، والتي أصبحت في نهاية الأمر موضع الانفصال القاري.

### منخفضالبحر الأحمر
يمثل منخفض البحر الأحمر حوض تكتوني محاط بصدوع تضرب باتجاه شمال غرب – جنوب شرق، وقد بدأت مرحلة التوسع الرئيسية المتعلقة بانفتاح البحر الأحمر بعد تكون بركانيات اليمن الحديثة في الأليجوسين المتأخر مكونةً حوض تهامة الترسيبي الذي يتكون من رواسب متزامنة مع عملية الانفلاق والتي تتألف من رواسب متبخرات الميوسين المتوسط-الأعلى.